# Ornithomimus
Ornithomimus, (il cui nome significa "imitatore dell'uccello") è un genere estinto di dinosauro coelurosauride ornithomimosauridi, vissuti nel tardo Cretaceo, in quello che oggi è il Nord America. A questo genere sono classificate due specie: la specie tipo, O. velox, e O. edmontonicus.
La specie tipo (O. velox) venne descritta nel 1890 da Othniel Charles Marsh, sulla base di un piede e una mano parziale proveniente dalla Formazione Denver, del periodo maastrichtiano. Il fossile appartenente a questo genere meglio conservato è stato ritrovato in Canada, appartenente alla seconda specie O. edmontonicus, di cui si sono ritrovati diversi scheletri.
Ornithomimus era un dinosauro particolarmente agile, con vista ed intelligenza sviluppata. Lungo tra i 4 ed i 5,5 metri, insieme a Gallimimus era uno dei più grandi rappresentanti degli ornitomimidi. Le zampe, lunghe e muscolose, erano particolarmente adatte alla corsa, un po' come negli attuali struzzi. L'ornitomimo aveva un cranio piccolo, il collo lungo e sottile e le ossa piuttosto leggere. Alcune prove fossili, inoltre, hanno dimostrato che questo animale possedeva uno strato di piume o protopiume.

## Descrizione

Dimensioni delle due specie valide

Come tutti gli altri ornithomimidi, tutte le specie scritte a Ornithomimus sono caratterizzate da piedi con tre dita, lunghe braccia snelle, lunghi colli da uccello che sorreggevano una piccola testa con un becco sdentato. Sulle zampe posteriori l'Ornitomimus possedeva artigli piatti e stretti, con cui faceva presa sul suolo: in tal modo evitava di scivolare durante la corsa. La velocità serviva soprattutto per la fuga, l'Ornithomimus era infatti una preda ideale per molti dinosauri carnivori coevi, non tutti dei grandi scattisti. A differenza dello struzzo odierno, l'Ornitomimus possedeva una lunga coda, che raggiungeva i 2 m di lunghezza ed era pertanto più della metà dell'intera lunghezza dell'animale. La coda, utilizzata come bilanciere tenendola orizzontalmente rispetto al corpo, era comunque molto meno flessibile del collo. Il cervello degli ornithomimidi in generale erano molto grandi per i dinosauri non aviani, ma questo potrebbe non essere necessariamente un segno di spiccata intelligenza; alcuni paleontologi ritengono che le porzioni ingrandite del cervello erano adibite al coordinamento cinetico.
Le due specie di Ornithomimus differiscono in termini di dimensioni. Nel 2010 Gregory S. Paolo stimò la lunghezza di O. edmontonicus 3,8 metri per un peso di 170 chilogrammi. Uno dei suoi campioni , CMN 12228 , conserva un femore ( osso della coscia) di 46,8 centimetri di lunghezza. O. velox, invece, era di dimensioni inferiori. Considerando che l'olotipo di O. edmontonicus, CMN 8632 , conserva un secondo metacarpo lungo 84 millimetri , lo stesso elemento di O.velox misura solo 53 millimetri.

### Piumaggio

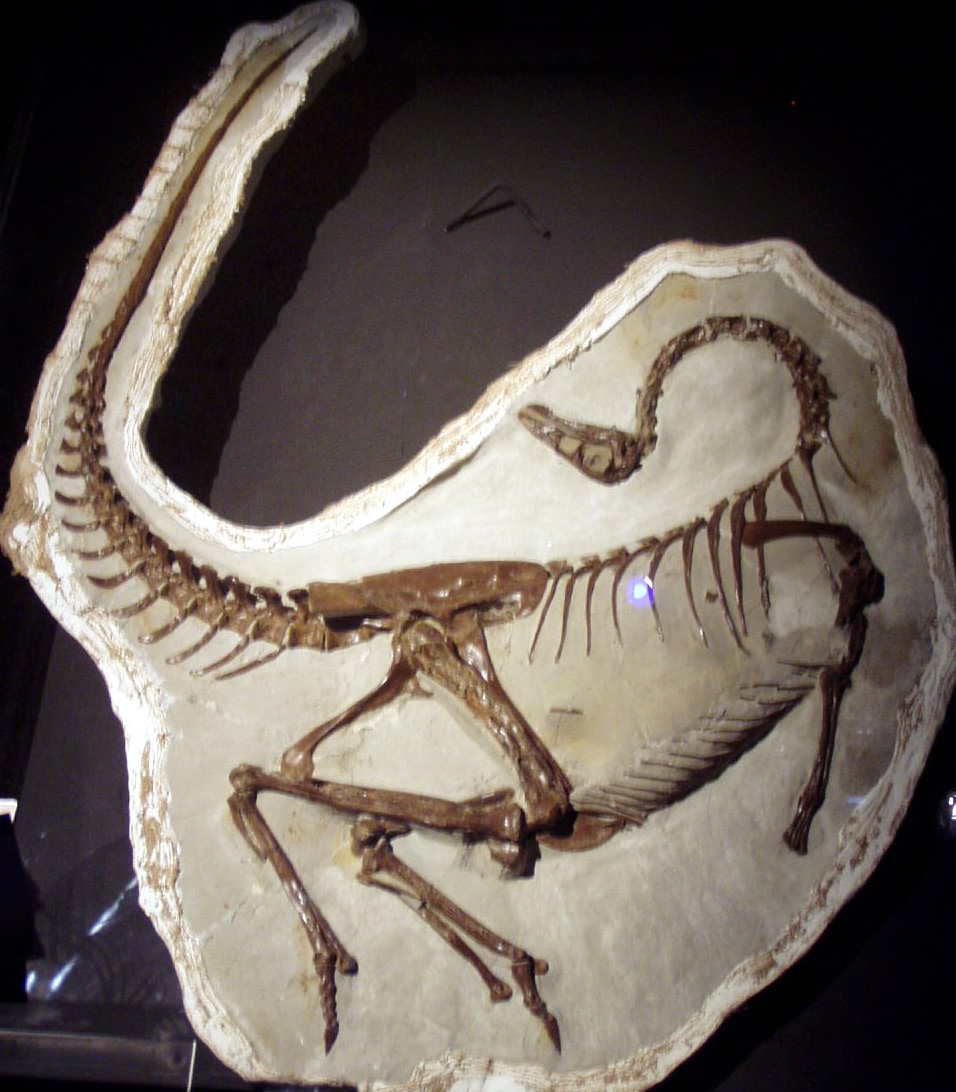
Fossile di O. edmontonicus esposto al Royal Tyrrell Museum

Nel 1995, nel 2008 e nel 2009, furono scoperti tre campioni fossili appartenenti ad O. edmontonicus, in cui vi erano evidenti tracce di piume. I fossili appartengono a due adulti con lunghe piume sulle braccia e un giovane che presenta una sorta di piumino lanuginoso che gli ricopriva il dorso, le gambe e il collo. Uno studio del 2012, su questi fossili, ha concluso che l'O. edmontonicus era coperto di piume in tutte le fasi della crescita, e che solo gli adulti avevano strutture alari complesse, suggerendo che le ali si siano evolute come display per l'accoppiamento. Nel 2014, il paleontologo Christian Foth e altri colleghi decretarono che non c'erano abbastanza prove per indicare con certezza che le piume degli arti anteriori dell'Ornithomimus fossero necessariamente remiganti, affermando che le piume che adornavano le braccia dell'animale dovevano essere penne monofilamentose, simili a quelle presenti sul resto del corpo, solo un po' più lunghe, come nei moderni casuari. Uno studio del 2015, condotto da Aaron van der Reest, Alexander Wolfe e Philip Currie su un esemplare rinvenuto nel 2009, ha dimostrato la presenza di tegumenti filamentosi riconducibili a piume filiformi. Scoperto nel Dinosaur Provincial Park, in Alberta, questo esemplare mostra una copertura di piume filiformi che correvano lungo il collo, torace, schiena e lungo la coda. Sulle zampe invece sono state scoperte zone di tegumento di pelle squamosa. Probabilmente la copertura di piume si estendeva lungo parte del collo, lungo la schiena ed il torace, ricoprendo anche gli arti anteriori, e lungo la coda mentre le gambe era nude come nei moderni struzzi, in modo da facilitare la dispersione del calore dell'animale durante la corsa.

## Classificazione e Specie

### La prima specie Descritta

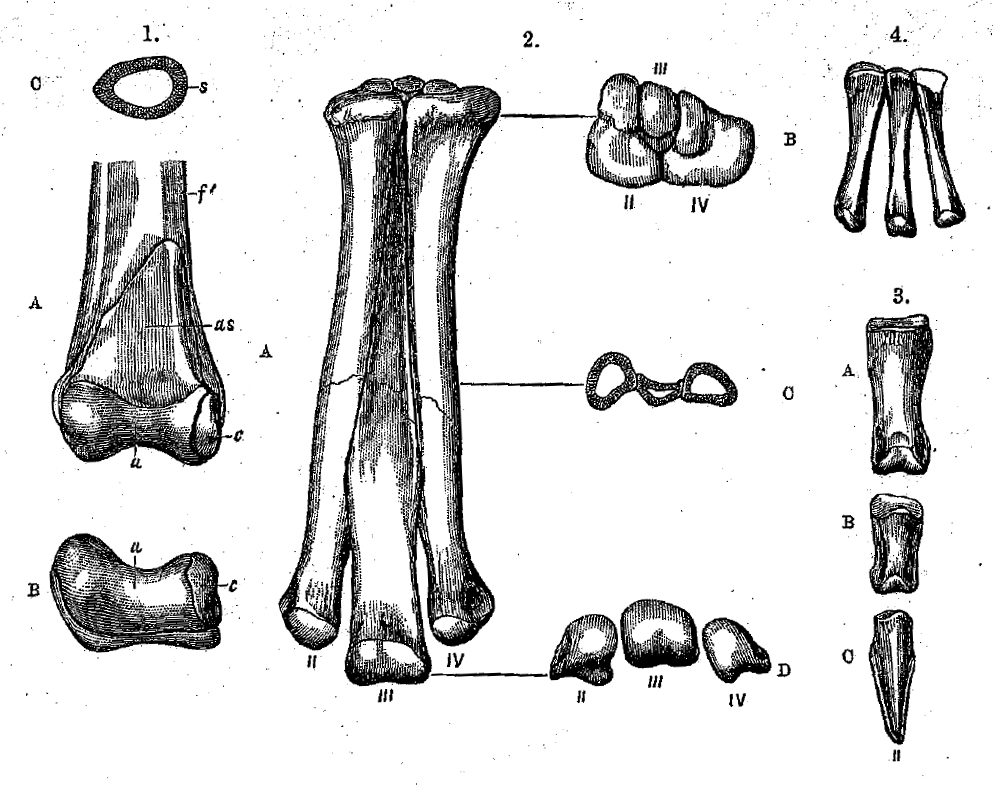
Olotipo di Ornithomimus velox

La storia della classificazione di Ornithomimus e degli ornithomimidi in generale è stata sempre molto complicata. La specie tipo , Ornithomimus velox , è stata descritta per la prima volta da Othniel Charles Marsh nel 1890, sulla base degli olotipi YPM 542 e YPM 548, comprendenti, rispettivamente, i resti parziali di uno degli arti posteriori un arti posteriori e un arto anteriore ritrovato il 30 giugno 1889 da George Lyman Cannon nella formazione di Denver, in Colorado. Allo stesso tempo, Marsh descrisse altre due specie: Ornithomimus tenuis , sulla base del campione USNM 5814, e Ornithomimus grandis, entrambi costituiti da fossili frammentari, trovati da John Bell Hatcher, in Montana, anche se oggi sappiamo che si tratta di fossili di tirannosauroide. In un primo momento Marsh descrisse Ornithomimus, come facente parte della famiglia degli ornithopodi, ma ciò venne corretto quando Hatcher trovò uno scheletro di Ornithomimus parziale, nel Wyoming, che Marsh nominò come Ornithomimus sedens, nel 1892. Anche in questo caso si tratto di un errore di classificazione in quanto le ossa trovate (rappresentate da un metatarso) appartenevano in realtà ad un Alvarezsauridae.
Una sesta specie, Ornithomimus altus , venne descritta nel 1902 da Lawrence Lambe, basandosi sul campione CMN 930, composto da arti posteriori ritrovati nel 1901 in Alberta, ma questi resti furono rinominati nel 1916 come un genere a parte, Struthiomimus, da Henry Fairfield Osborn. Nel 1920 Charles Whitney Gilmore scambiò una nuova specie ,Ornithomimus affinis, per Dryosaurus grandis, sulla base di materiale incompleto. Nel 1930 Loris Russell rinominò Struthiomimus brevetertius e Struthiomimus Samueli come Ornithomimus brevitertius e Ornithomimus Samueli. Lo stesso anno, Oliver Perry Hay rinominò Aublysodon Mirandus in Ornithomimus Mirandus, oggi visto come un nomen dubium. Nel 1933 William Arthur Parks ricostruì un Ornithomimus elegans, con osso che oggi sappiamo appartenere a Chirostenotes o Elmisaurus. Quello stesso anno, Gilmore descrisse Ornithomimus asiaticus, con del materiale ritrovato nella Mongolia Interna.
Anche nel 1933, Charles Mortram Sternberg descrisse la specie Ornithomimus edmontonicus per uno scheletro quasi completo ritrovato nella formazione Horseshoe Canyon, in Alberta.

### Riclassificazione da parte di Dale Russel

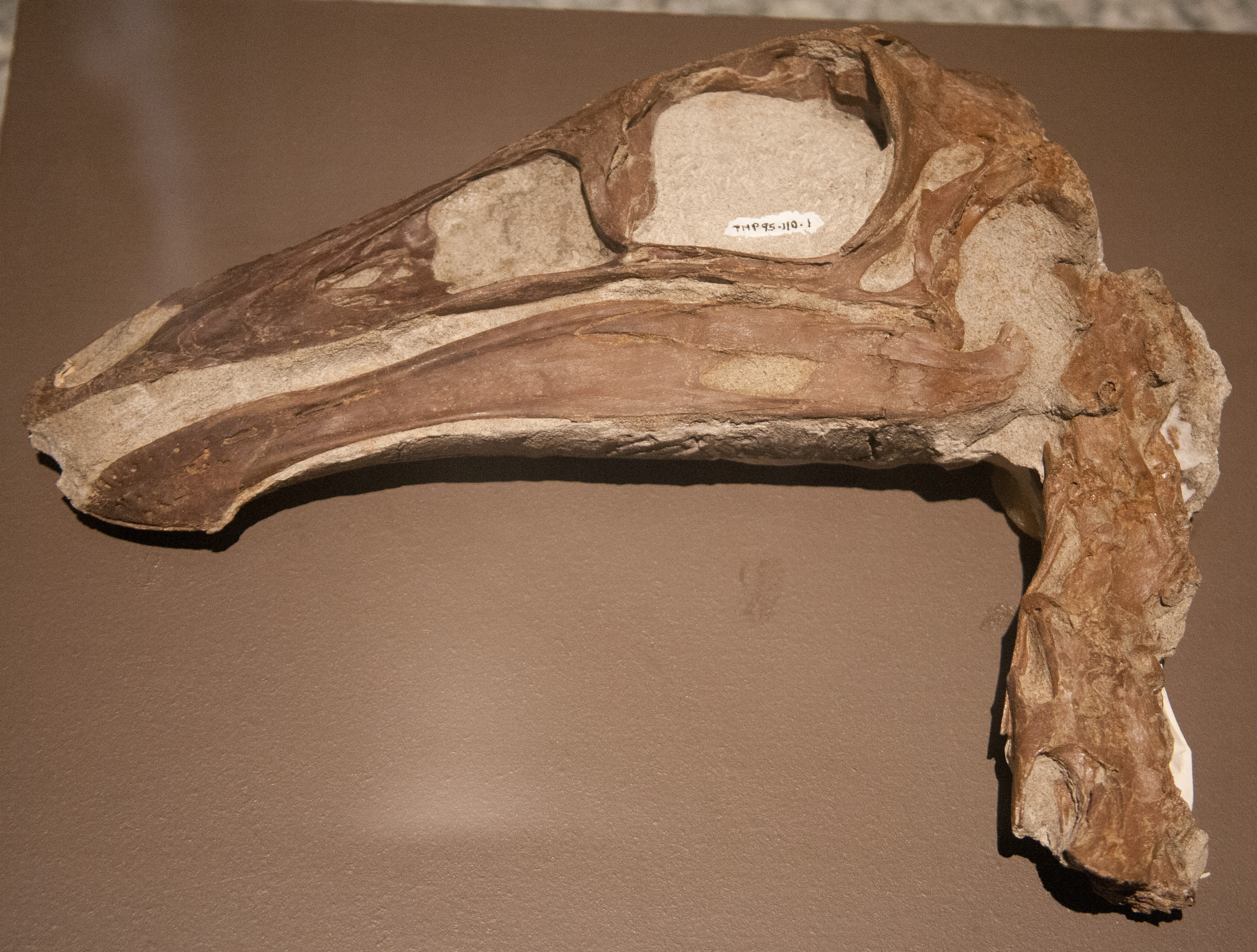
Cranio e collo di Ornithomimus edmontonicus

In un primo momento era comune la tendenza di nominare ogni nuova scoperta di ornithomimosauria, come una specie di Ornithomimus. Negli anni sessanta, questa tendenza era ancora fortemente seguita come è dimostrato dal fatto che Oskar Kuhn rinominò Megalosaurus lonzeensis in Ornithomimus lonzeensis (oggi inteso come un artiglio di abelisauride), e Dale Russell nel 1967 ribattezzò Struthiomimus currellii e Struthiomimus ingens in Ornithomimus currellii e Ornithomimus ingens. Allo stesso tempo era comune che il materiale non considerato Ornithomimus veniva subito ascritto al genere "Struthiomimus". Per risolvere questa confusione scientifica e testare la separazione tra Ornithomimus e Struthiomimus , nel 1972 Dale Russell pubblicò uno studio di morfometrica che mostrava che le differenze statistiche in alcune proporzioni potrebbero essere state utilizzate per distinguere i due generi. Ha concluso che Struthiomimus e Ornithomimus erano entrambi generi validi. Russell riconobbe quindi due specie, Ornithomimus velox e Ornithomimus edmontonicus, anche se ha avuto dei problemi nel distinguere le due specie. Lo Struthiomimus currellii fu considerato un esemplare giovane di Ornithomimus edmontonicus. Tuttavia, Russell interpretò i dati indicando che molti esemplari non potevano essere indicati come Ornithomimus o Struthiomimus, perciò creò due nuovi generi. Il primo fu Archaeornithomimus a cui furono assegnate le specie Ornithomimus asiaticus e Ornithomimus affinis, che diventarono Archaeornithomimus asiaticus e Archaeornithomimus affinis. Il secondo genere fu Dromiceiomimus a cui furono assegnate diverse ex specie di ornithomimus, tra cui Ornithomimus brevitertius e Ornithomimus ingens, che diventarono così Dromiceimimus brevitertius. Russel rinominò anche Ornithomimus samueli che divenne in seguito Dromiceiomimus samueli.

### Denominazione Finale
Il primo fossile di Ornithomimus mai ritrovato era costituito da due tibie provenienti dalla formazione Navesink, nel New Jersey, all'epoca conosciuti come fossili di Coelosaurus antiquus, ma successivamente riclassificate come Ornithomimus. Le tibie sono state prima rinominate come Ornithomimus antiquus nel 1979 da Donald Baird e Jack Horner. Normalmente, questo avrebbe fatto del genere Ornithomimus un sinonimo di Coelosaurus, ma Baird e Horner scoprirono che il nome "Coelosaurus" era già occupato da un nomen dubium basato su un'unica vertebra, chiamata appunto Coelosaurus da Richard Owen nel 1854. A partire dal 1997, Robert Sullivan considerò O. velox e O. edmontonicus come sinonimi di O. antiquus.
Nel 1988 Gregory S. Paul rinominò Gallimimus bullatus in Ornithomimus bullatus. Ciò non venne accettato da molti suoi colleghi e attualmente il nome non è usato neanche da Paul stesso.

### Attuale Interpretazione

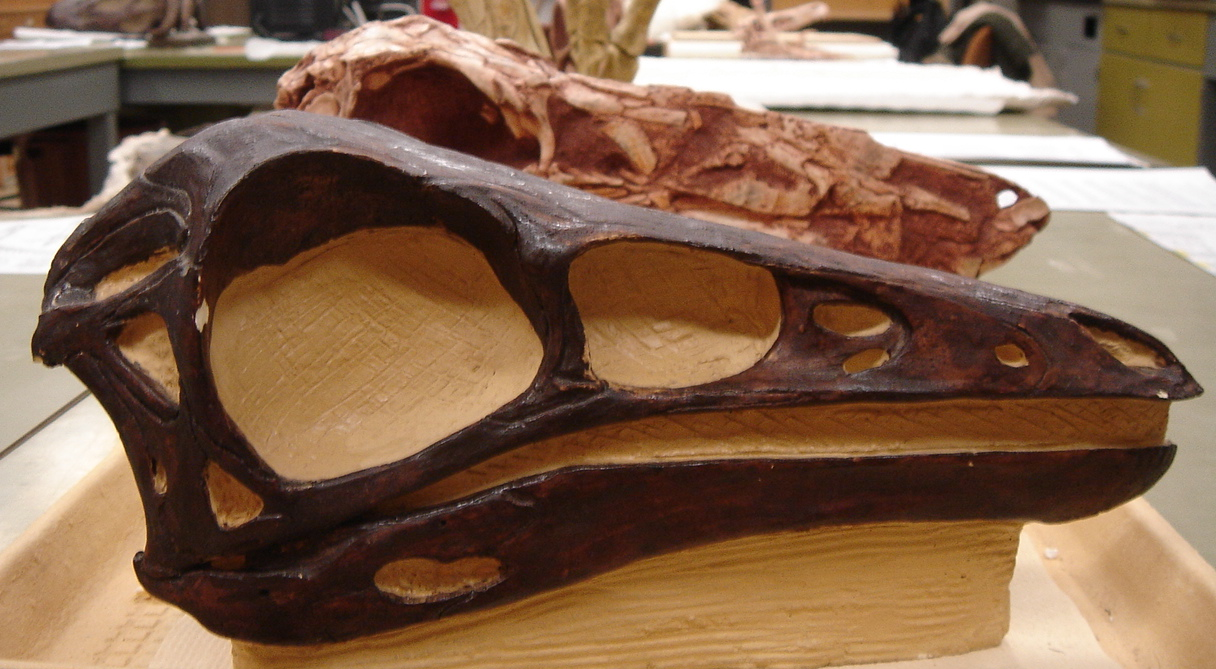
Teschio di Ornithomimus precedentemente denominato Dromiceiomimus

Anche dopo lo studio di Russell , vari ricercatori hanno trovato disaccordo nel classificare tutte queste specie di Ornithomimus. Nel 2004, Peter Makovicky , Yoshitsugu Kobayashi e Phil J.Currie hanno studiato 1.972 statistiche proporzionali di Russell, rianalizzandole in base alle scoperte di nuovi esemplari. Essi hanno concluso che non vi era alcuna giustificazione per separare Dromiceiomimus da Ornithomimus, rilevando che Dromiceiomimus deve pertanto essere considerato un sinonimo di O. edmontonicus. Tuttavia, essi non compresero le specie O. velox, in questa analisi . La stessa squadra ha sostenuto ulteriormente la sinonimia tra Dromiceiomimus e O. edmontonicus in una conferenza nel 2006 con la Società di Paleontologia dei Vertebrati ed il loro parere è stato ulteriormente sostenuto in un articolo di Nicholas Longrich nel 2008. La squadra di Makovicky, considerò anche Dromiceiomimus samueli essere un sinonimo di O. edmontonicus.
Oltre O. edmontonicus risalente ai primi anni del maastrichtiano, altre due specie sono attualmente considerate possibilmente valide. O.sedens è stato nominato da Marsh nel 1891 da resti parziali trovati nella Formazione Lance del Wyoming, solo un anno dopo la descrizione di O. velox . Dale Russell , nella sua revisione del 1972, non ha potuto stabilire a quale genere in realtà apparteneva, anche se ha ipotizzato che possa essere un intermedio tra Struthiomimus e Dromiceiomimus.

## Paleobiologia

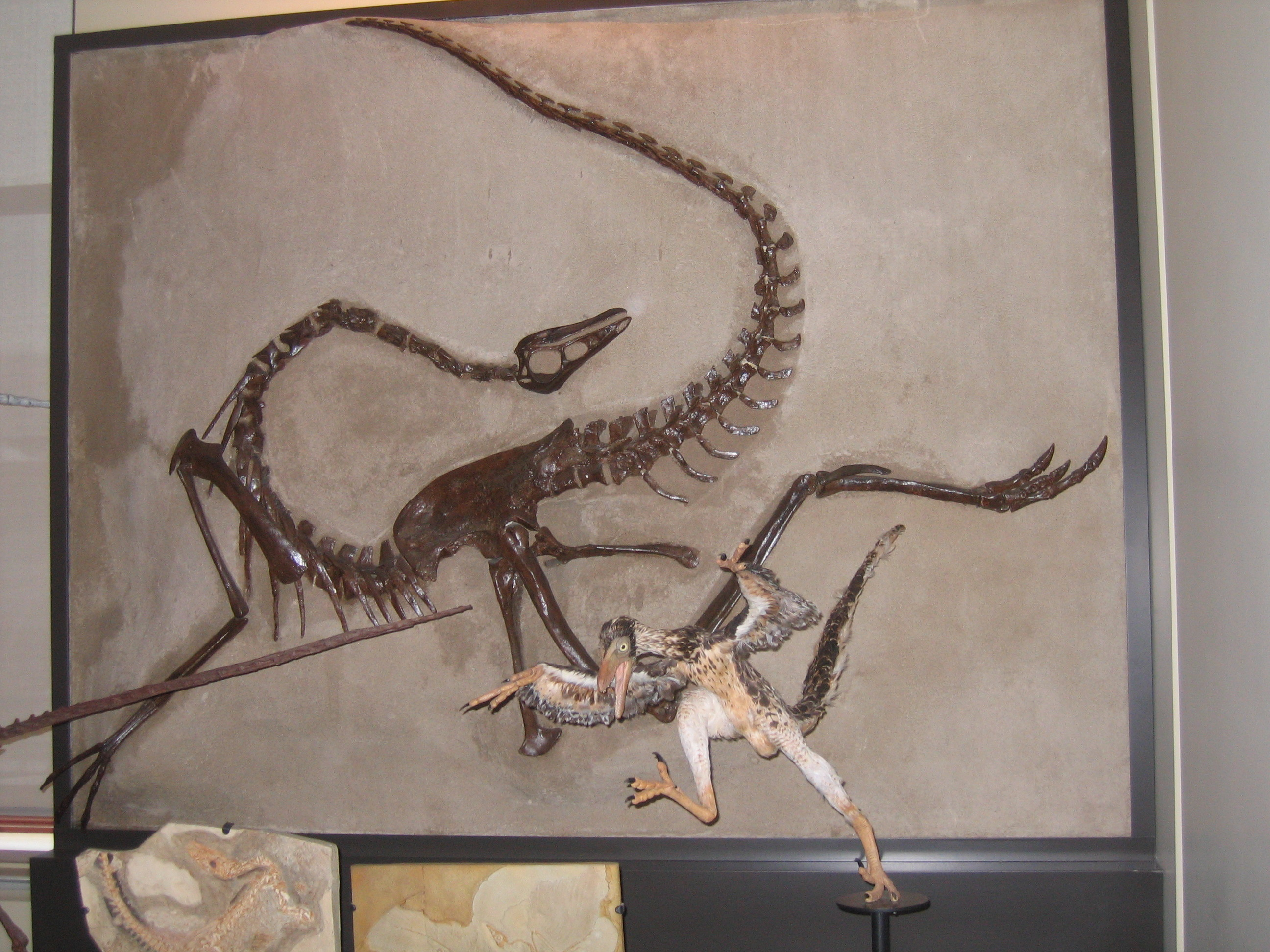
Scheletro di Ornithomimus al Canadian Museum of Nature

La dieta dell'Ornithomimus è tuttora incerta, probabilmente era onnivoro con una prevalenza vegetariana nella dieta. È probabile che si servisse dei lunghi arti anteriori per afferrare e abbassare i rami, raggiungendo così le bacche e i germogli più alti. Fornito di vista acuta e di buona velocità, l'Ornitomimus poteva anche predare piccole lucertole e insetti, che catturava con il becco corneo e privo di denti, inghiottendoli a pezzi.
L'Ornithomimus aveva lunghe gambe chiaramente adatte per una locomozione rapida, con la tibia circa 20% più lunga del femore. Le grandi orbite suggeriscono un senso visivo molto sviluppato, e suggerisce la possibilità che questi animali fossero in parte notturni.

## Nella cultura di massa

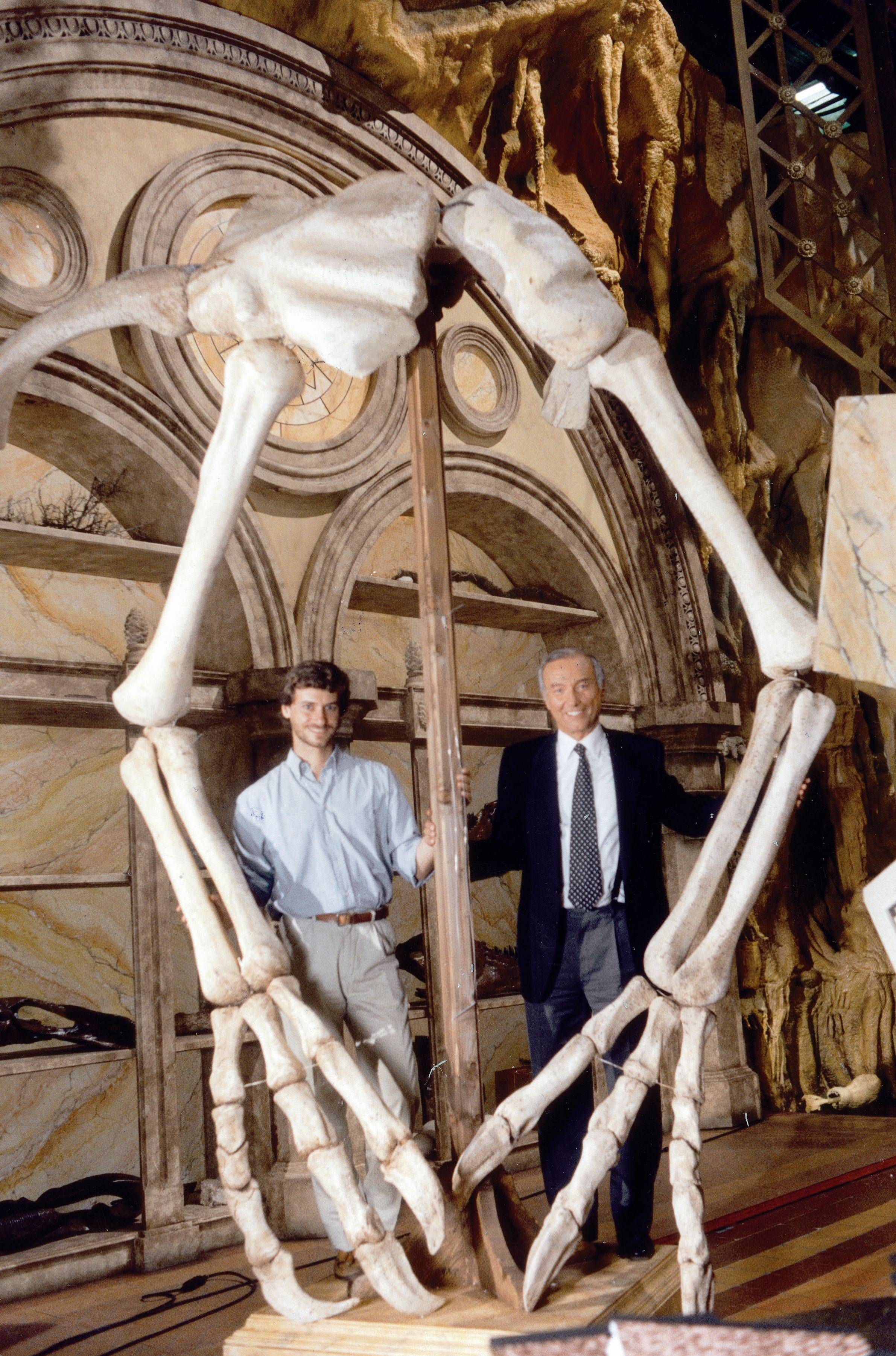
Piero Angela con il figlio Alberto, durante le riprese della serie Il pianeta dei dinosauri (1993), sotto gli artigli di un Ornithomimus.